# Smylie Kaufman
Smylie Kaufman (30 november 1991) is een Amerikaanse golfer.  Hij speelt sinds eind 2015 op de Amerikaanse PGA Tour.

## Amateur
Op 14-jarige leeftijd kwalificeerde Smylie zich al voor het US Junior Amateurkampioenschap. Smylie zat op de Vestavia Hills High School en was in 2006 medeoprichter van Kids vs Cancer. Hij studeerde van 2011-2014 aan de Louisiana State University (LSU), in navolging van zijn ouders, en speelde daar college-golf voor de Tigers. In mei 2014 studeerde hij af, enkele maanden later werd hij professional.

### Gewonnen
Onder meerː
- 2008ː AJGA Junior
- 95th Alabama State Amateur Championship

## Professional
In 2015 speelde hij op de Web.com Tour waar hij in mei zijn eerste toernooizege behaalde, het United Leasing Championship. Aan het einde van het seizoen stond hij nummer 6 op de rangorde en promoveerde hij naar de PGA Tour. Daar behaalde hij in oktober 2015 al een overwinning, het Shriners Hospitals for Children Open, met een laatste ronde van 61.

### Gewonnen

#### PGA Tour
- 2015ː Shriners Hospitals for Children Open (-10)[1]

#### Web.com Tour
- 2015ː United Leasing Championship